# ملعب الفريدو راموس
ملعب الفريدو راموس وهو ملعب يقع في بوينس ايرس. تأسس في 1962 وينتمي إلى نادي الاتصالات. سعته القصوى هي 3,500 متفرج.